# プリンセス・メアリー (カクテル)
プリンセス・メアリー（英: Princess Mary、英: Princess Mary Cocktail）は、ジンベースカクテルのひとつ。クリーミーな甘口で食後向き。

## 概要
1922年のイギリスのメアリー王女の結婚式を記念して考案されたカクテルである。アレクサンダーのブランデーをジンに変更したバリエーションともいえる。
ロンドン「シローズクラブ」のハリー・マッケルホーンの考案とされる。
メアリー王女の結婚にちなんで作られたカクテルにはロンドンのサヴォイ・ホテルの「アメリカン・バー」のバーテンダー、ハリー・クラドックが考案した「プリンセス・メアリーズ・プライド」 (Princess Mary's Pride) というものもある。こちらはカルヴァドスをベースとし、デュボネとドライ・ヴェルモットを加えたものである。

## レシピの例
材料
- ドライ・ジン - 1
- クレーム・ド・カカオ（ブラウン） - 1
- 生クリーム - 1

作り方
1. 全ての材料を氷と共にシェイクし、カクテルグラスに注ぐ。

今日ではドライ・ジンの比率を増やしたもの（1.5:1:1）にしたレシピも用いられる。